# 草場辰巳
草場辰巳（日语：／ Kusaba Tatsumi，1888年1月2日—1946年9月17日）是一位日本陸軍將領，最高軍階為陸軍中將，曾於1937年指揮步兵第19旅團進攻南京，並參與殺害中國軍民的南京大屠殺。

## 生平
草場辰巳於1888年1月2日出生在日本滋賀縣，為陸軍少將草場彦輔的次子，其胞弟草場季喜後亦升至少將。草場後就讀大阪陸軍幼年學校、中央幼年學校等，於1908年5月27日自日本陸軍士官學校畢業，為第20期步兵科。同年12月28日，草場被授予步兵下士官軍階。1915年畢業於陸軍大學校第27期，晉升中尉。1931年8月1日，草場升為大佐，並任參謀本部運輸部課長。1933年8月1日，任第5師團步兵第9旅團步兵第11聯隊聯隊長。1935年5月15日，任滿洲國交通部顧問。1936年8月1日，晉升陸軍少將。1937年3月1日，任第16師團步兵第19旅團旅團長:280。
1937年7月7日「盧溝橋事件」爆發後，第16師團被編入華北方面軍第2軍序列中，草場隨部於9月自日本京都出發，於9月11日登陸中國塘沽。9月20日至10月24日，參與子牙河、滏陽河一帶的作戰。11月9日，草場與其旅團自大連港啟航，於13日與14日登陸白茆口，向南京方面展開進攻。12月，草場部隊參與對城中軍民的南京大屠殺，而22日後其他日軍師團陸續撤離南京，第16師團留下執行警備任務，但其旅團仍履犯暴行。1938年1月15日，第16師團轉調華北方面軍第1軍負責高邑等地的警備:281。
1938年4月12日，第16師團轉調至第2軍。4月27日，第2軍將第19旅團中的步兵第20聯隊、野戰砲兵第22聯隊第1大隊組成「草場支隊」，配屬給第10師團，而後草場指揮該支隊參與台兒莊戰役。5月9日，草場支隊重回第16師團序列下，後又於7月4日同師團調至華中派遣軍，負責武漢會戰時的後方警備任務。10月6日後，由於第16師團在大別山一帶進攻受挫，草場奉命於21日率部趕往前線投入進攻作戰。10月30日，草場任華北方面軍第2野戰鐵道部司令官。1939年3月9日，草場晉升陸軍中將，並任關東軍野戰鐵道兵司令官。同年5月至9月，日軍與蘇聯和蒙古軍於地區發生武裝衝突，草場負責對當地輸送兵員、裝備與彈藥等。1940年夏，草場也曾為日軍細菌戰部隊——731部隊輸送傷寒、霍亂、鼠疫等病菌。10月1日，草場任關東軍第5軍第25師團師團長。1941年11月6日日，任關東防衛軍司令官:282。
1942年12月21日，草場任關東軍第2方面軍第4軍司令官。1944年2月7日，復編參謀本部。12月16日，任關東軍第3方面軍大陸鐵道兵司令官。1945年8月日本投降後，草場被蘇軍以戰犯嫌疑人身份逮捕關押。1946年9月17日，原準備作為蘇聯方面的證人、出庭清算日本戰爭罪責的遠東國際軍事法庭的草場，於東京用事先藏好的氰酸毒服毒自殺。

## 榮譽
- 三級金鵄勋章[3]:282
- 勳一等瑞寶章：1940年9月11日授予[4]

## 資料來源
1. ↑  . www.generals.dk.   [2022-10-22]. （原始内容存档于2022-03-14） （英语）.
2. 1 2 3 4  . www6.plala.or.jp.   [2022-10-22]. （原始内容存档于2022-10-22） （日语）.
3. 1 2 3 4  张子申; 薛春德. . 北京: 解放军出版社. 1990. ISBN 7-5065-1318-8 （中文）.
4. ↑  . 官報. 1940-09-13, (4108) （日语）.